# Д’Аннунцио, Габриелино
Габриэле Мария Д’Аннунцио, известный как Габриэлино (10 апреля 1886, Рим — 18 декабря 1945, там же) — итальянский актёр и режиссёр, сын известного поэта Габриэле Д’Аннунцио.

Герб Д’Аннунцио

## Биография
Второй сын известных деятелей культуры Габриэле Д’Аннунцио и Марии Хардуин ди Галлезе, был назван именами обоих родителей.
В 1918 году влюбился в Марию Терезу Бризи, которая была на 10 лет моложе его. Тринадцатью годами ранее он сыграл «Факел под спудом». Габриеллино загадочно заболел в 1925 году; его мать обвинила невестку в его отравлении. Пока Габриеллино находился в клинике, его жена в тюрьме в ожидании суда умерла в 1926 году от туберкулёза. Возможно, что нарушения зрения и нервные расстройства действительно были следствием сифилиса.
Всегда был близок с отцом, даже на войне, вел переписку с Муссолини, несмотря на некоторые разногласия, с 1926 по 1929 год; также снял фильм «Корабль» по пьесе своего отца.
Умер 18 декабря 1945 года в возрасте 59 лет из-за поразившей его болезни.

## Режиссёрская фильмография
- Корабль (1921)
- Quo vadis?, сорежиссёр Георг Якоби (1924)

## Примечание
1. ↑  Bibliothèque nationale de France Autorités BnF (фр.): платформа открытых данных — 2011.
2. ↑  Internet Movie Database (англ.) — 1990.
3. ↑  Inedito su Gabriellino D’Annunzio